# Ronde van de Toekomst 1973
De Ronde van de Toekomst 1973 (Frans: Tour de l'Avenir 1973) werd gehouden van 10 tot en met 22 juli in Frankrijk.
Deze editie van De Tour de l’Avenir startte in Aubagne met een proloog als ploegentijdrit. Vanaf de eerste etappe volgde deze ronde tot in finishplaats Parijs elke dag deels dezelfde route als de gelijktijdig gereden Tour de France. Na de proloog werden nog twaalf etappes verreden waarvan de vierde etappe een individuele tijdrit was. 

## Bijzonderheden
- Aan deze ronde deden uitsluitend landenploegen mee bestaande uit elk zeven renners.
- De proloog was een ploegentijdrit. De tijden van de vier eerste renners per ploeg werden samengeteld om tot de uitslag van de proloog te komen. De renner van de winnende ploeg die als eerste van zijn ploeg over de meet kwam kreeg 10 seconden bonificatie en werd daarmee de geletruidrager in de eerste rit. Het Nederlands team won deze proloog en Gerrie Knetemann werd de geletruidrager.

## Etappe-overzicht
| etappe       | datum   | start               | finish             | afstand  | winnaar                  | klassementsleider        |
| ------------ | ------- | ------------------- | ------------------ | -------- | ------------------------ | ------------------------ |
| proloog (pt) | 10 juli | Aubagne             | Aubagne            | 9,6 km   | Nederland                | Gerrie Knetemann         |
| 1e           | 11 juli | Marignane           | Palavas-les-Flots  | 167,5 km | André Gevers             | André Gevers             |
| 2e           | 12 juli | Pezenas             | Argelès-sur-Mer    | 166,5 km | Enrique Martinez Heredia | Giampaolo Flamini        |
| 3e           | 13 juli | Perpignan           | Pyrénées 2000      | 103,5 km | Julian Andiano           | Gianbattista Baronchelli |
| 4e (it)      | 14 juli | Colomiers           | Colomiers          | 27,8 km  | Gianbattista Baronchelli | Gianbattista Baronchelli |
| 5e           | 15 juli | Ax-les-Thermes      | Luchon             | 167 km   | Juan Pujol               | Gianbattista Baronchelli |
| 6e           | 16 juli | Bagnères-de-Bigorre | Pau                | 141,5 km | Jose Nazabal             | Gianbattista Baronchelli |
| 7e           | 17 juli | Maubourguet         | Fleurance          | 92,5 km  | Mathieu Dohmen           | Gianbattista Baronchelli |
| 8e           | 18 juli | Mézin               | Bordeaux           | 160 km   | Erny Kirchen             | Gianbattista Baronchelli |
| 9e           | 19 juli | Bergerac            | Brive-la-Gaillarde | 169,5 km | Peter Waibel             | Gianbattista Baronchelli |
| 10e          | 20 juli | Égletons            | Clermont-Ferrand   | 141 km   | Robert Thalmann          | Gianbattista Baronchelli |
| 11e          | 21 juli | Orléans             | Versailles         | 135 km   | Antoine Gutteriez        | Gianbattista Baronchelli |
| 12e          | 22 juli | Versailles          | Parijs             | 89 km    | Erny Kirchen             | Gianbattista Baronchelli |

## Eindklassementen

### Algemeen klassement
| Plaats    | Naam                     | Ploeg       | Tijd      |
| --------- | ------------------------ | ----------- | --------- |
| Gele trui | Gianbattista Baronchelli | Italië      | 41u11'55" |
| 2         | Wolfgang Steinmayr       | Oostenrijk  | + 4' 58"  |
| 3         | Bernard Bourreau         | Frankrijk   | + 5' 46"  |
| 4         | Ivan Schmid              | Zwitserland | + 6' 56"  |
| 5         | Philippe Bodier          | Frankrijk   | + 9' 10"  |
| 6         | Jürgen Kraft             | Duitsland   | + 11' 30" |
| 7         | Johann Ruch              | Duitsland   | + 14' 04" |
| 8         | Enrique Martinez         | Spanje      | + 14' 08" |
| 9         | Abelardo Rios            | Colombia    | + 13' 54" |
| 10        | Luis Diaz                | Colombia    | + 14' 19" |
|           |                          |             |           |
| 17        | Wim de Waal              | Nederland   | + 25' 07" |

### Puntenklassement
| rang | renner                   | land        | tijd  |
| ---- | ------------------------ | ----------- | ----- |
| 1    | Enrique Martinez Heredia | Spanje      | 100 p |
| 2    | Ivan Schmid              | Zwitserland | 98 p  |
| 3    | Bernard Bourreau         | Frankrijk   | 94 p  |
| 4    | Gianbattista Baronchelli | Italië      | 74 p  |
| 5    | Mathieu Dohmen           | Nederland   | 69 p  |
| 6    | Wim de Waal              | Nederland   | 65 p  |

### Bergklassement
| rang | renner         | land        | tijd |
| ---- | -------------- | ----------- | ---- |
| 1    | Julian Andiano | Spanje      | 59 p |
| 2    | Roland Salm    | Zwitserland | 46 p |
| 3    | Abelardo Rios  | Colombia    | 41 p |
| 4    | Jose Nazabal   | Spanje      | 40 p |
| 5    | Juan Pujol     | Spanje      | 39 p |